# 2843 Єті
2843 Єті (2843 Yeti) — астероїд головного поясу, відкритий 7 грудня 1975 року.
Тіссеранів параметр щодо Юпітера — 3,576.
Названо на честь Єті.